# 말루 (모델)
말루(덴마크어: Malou, 1984년 ~ )는 덴마크의 모델이다. 2003년부터 2004년까지 잡지 《유로틱》(Eurotic)에서 표지 모델로 활동했으며 2005년에는 미국의 성인용품 제조 회사인 블랙 비디오 미디어(Black Video Media)의 홍보 모델로 활동했다.